# Cottus duranii
Chabot d'Auvergne, Chabot de Dordogne
Espèce
Statut de conservation UICN

 DD : Données insuffisantes
Cottus duranii, le Chabot d'Auvergne ou Chabot de Dordogne, est une espèce de poissons actinoptérygiens de la famille des Cottidae.

## Description
Ce chabot peut mesurer 10 cm, queue non comprise (= longueur standard SL).

## Répartition
Ce poisson d'eau douce est endémique du Centre de la France. Il est présent en amont dans les bassins de l'Allier, de la Dordogne, de la Loire et du Lot. Son aire de répartition réelle demeure incertaine, où il est localement conspécifique avec d'autres espèces de chabots,.

## Le Chabot d'Auvergne et l'Homme
Le Chabot d'Auvergne est considéré comme une « espèce à données insuffisantes » (DD) par la liste rouge de l'UICN.
Il est également considéré comme une « espèce à données insuffisantes » par la liste rouge du Comité français de l'UICN.

## Taxonomie

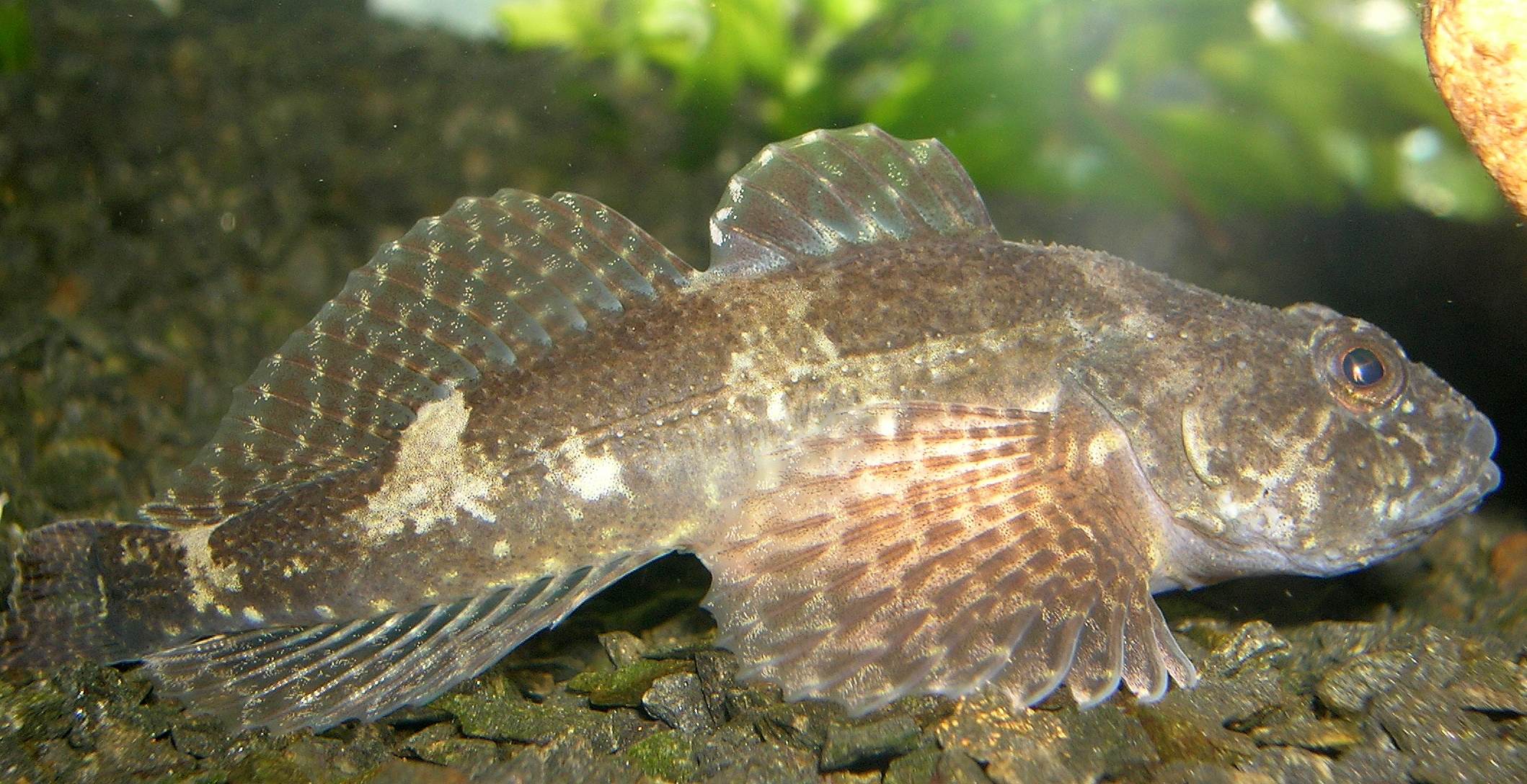
Cottus gobio, une espèce apparentée à Cottus duranii.

L'espèce a été décrite en 2005 par les naturalistes Jörg Freyhof, Maurice Kottelat et Arne Nolte (d), en même temps que le Chabot du Béarn (Cottus aturi), C. metae (en), le Chabot fluviatile (C. perifretum), le Chabot de Rhénanie (C. rhenanus), le Chabot de l'Hérault (C. rondeleti), C. scaturigo (en) et C. transsilvaniae (en).
Elle a été distinguée du Chabot commun (C. gobio), qui a une aire de répartition plus étendue en Europe.
Les noms vernaculaires attestés en français sont « Chabot d'Auvergne », « Chabot de Dordogne », « bavard » et « têtard »,.

## Étymologie
L'épithète spécifique duranii est dérivée du nom latin de la Dordogne (Duranius), fleuve français constituant une partie de l'aire de répartition de cette espèce et accueillant la localité type de celle-ci, le ruisseau de l'Épie,.

### Publication originale
- (en) Jörg Freyhof, Maurice Kottelat et Arne Nolte, « Taxonomic diversity of European Cottus with description of eight new species (Teleostei: Cottidae) », Ichthyological Exploration of Freshwaters, Munich, Verlag Dr. Friedrich Pfeil (de), vol. 16, no 2,‎ juin 2005, p. 107-172 (ISSN 0936-9902, lire en ligne [PDF], consulté le 15 juin 2024) (protologue).